# Madonna della Divina Provvidenza
La Madonna della Divina Provvidenza è un titolo che la Chiesa cattolica conferisce a Maria per celebrare il dono fondamentale che Dio fa di se stesso all'umanità, il titolo di Madre di Gesù, da cui viene la salvezza, dono amoroso e gratuito di Dio, espresso appunto con la parola teologica "Provvidenza" che condensa gli avvenimenti dell'Incarnazione e della Redenzione.

## Storia
L'origine di tale titolo viene fatta risalire al quadro "Mater Divinae Providentiae" dipinto da Scipione Pulzone intorno al 1580. Tale dipinto è stato donato nel 1663 all'ordine dei Chierici Regolari di San Paolo, noti come Barnabiti, i quali lo esposero nella Chiesa di San Carlo ai Catinari a Roma.
Nel 1774 Papa Clemente XIV autorizzerà la Confraternita laica di Nostra Signora della Divina Provvidenza per la promozione delle opere di carità e misericordia cristiana. Sarà Papa Gregorio XVI a elevarla nel 1839 al grado di Arciconfraternita.
Il 5 agosto 1896 Padre Benedetto Nisser, Superiore Generale dei Barnabiti, stabilì che ogni chierico regolare doveva avere una copia di tale dipinto nella propria residenza.

## In Italia
In diocesi di Imola (BO) la Madonna della Divina Provvidenza è venerata in tre chiese e in tre immagini diverse. La più antica è nella chiesa parrocchia di Sasso Morelli, dove è conservato un dipinto, attribuibile al Cavallucci, dono del pontefice Pio VII a Cosimo Morelli per ornare la sua residenza da poco ultimata in questa località; l'ultima domenica di settembre è festeggiata solennemente e una Confraternita locale porta il suo nome. Altre immagini sono nell'Istituto Santa Caterina, fondato dal Servo di Dio Angelo Bughetti, e nella chiesa del Suffragio in piazza Matteotti.
San Luigi Orione ha voluto che la sua Congregazione portasse il nome di "Piccola Opera della Divina Provvidenza" perché riteneva essere un piccolo segno della Provvidenza di Dio verso i bisognosi. Maria "Madre della Divina Provvidenza" ne è la patrona, poiché come diceva il santo tortonese tutto quello che c'è di buono nella Congregazione è "grazia di Maria".
L'8 maggio 2023 la Madre Della Divina Provvidenza è stata proclamata nuova patrona della diocesi di Cuneo-Fossano. La celebrazione eucaristica della proclamazione è stata presieduta dal nunzio apostolico in Italia, l'arcivescovo Emil Paul Tscherrig, nel duomo di Fossano.

## All'estero

### Porto Rico

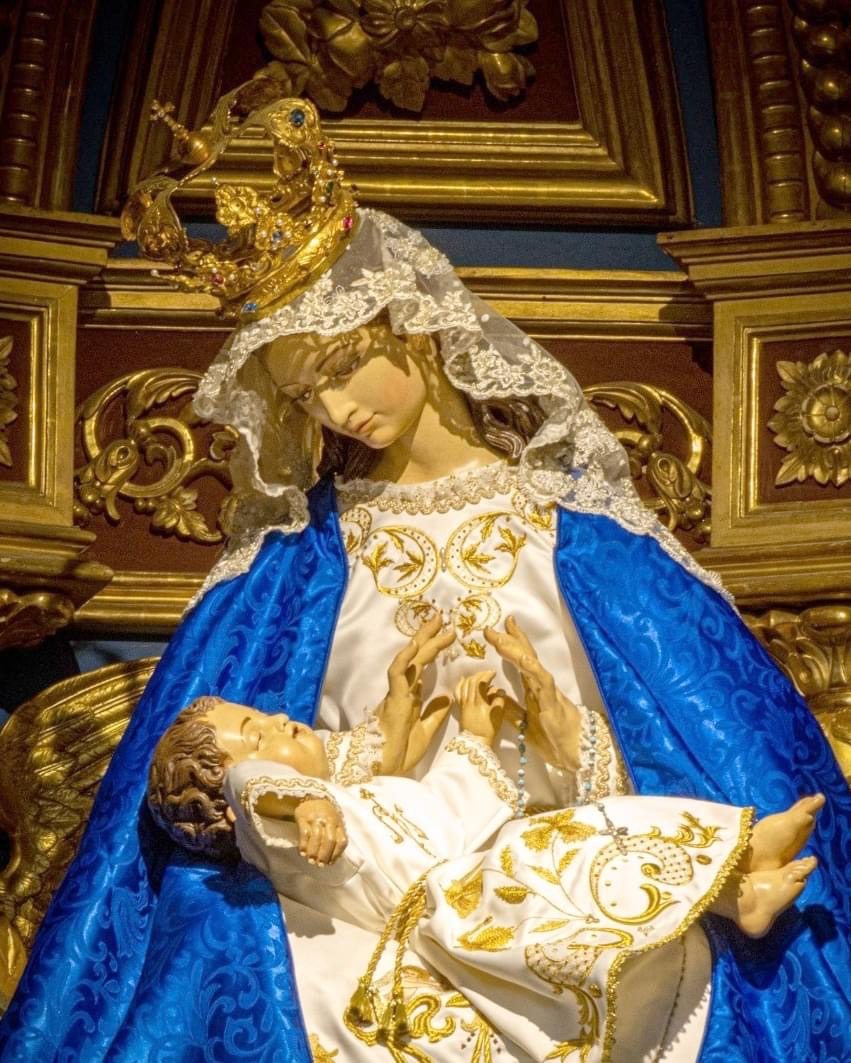
Vergine della Divina Provvidenza, patrona di Porto Rico

Nostra Signora della Divina Provvidenza è la patrona di Porto Rico.

### Stati Uniti
La devozione della Madonna della Divina Provvidenza giunge in America quando il cappellano delle Suore della Provvidenza di Santa Maria dei Boschi in Indiana, Monsignor A. J. Rawlinson, vide una copia del dipinto Mater Divinae Providentiae all'Università Cattolica d'America. In un viaggio a Roma nel 1925 raccolse informazioni su tale devozione e ritornò con riproduzioni del dipinto a Santa Maria dei Boschi.